# 부여 동남리 석탑
부여 동남리 석탑(扶餘 東南里 石塔)은 충청남도 부여군 부여읍 관북리, 국립부여박물관에 있는 고려시대의 탑이다. 1984년 5월 17일 충청남도의 문화재자료 제104호로 지정되었다.

## 개요
국립부여박물관 앞마당에 자리하고 있는 탑으로, 석목리 논절부락의 고려시대 옛 절터에 있던 것을 이곳으로 옮겨 세웠다.
전체의 무게를 지탱해주는 기단(基壇)을 2층으로 마련하고, 그 위로 5층의 탑신(塔身)을 올려놓고 있는데, 아래층 기단은 일부만 남아있고, 탑신의 4층 몸돌은 없어진 상태이다. 위층 기단의 맨윗돌은 탑신의 1층 몸돌을 괴어주는 부분 주위로 넓게 테두리를 두른 뒤 연꽃무늬를 새겨 장식하였다. 탑신의 각 몸돌은 모서리마다 기둥 모양을 새겼으며, 2층 몸돌부터 갑자기 높이가 줄어들어 1층과 큰 차이를 보이고 있다. 두텁고 무거워 보이는 지붕돌은 밑면에 3단씩의 받침을 두었고, 윗면은 거의 수평을 이루고 있으며, 네 귀퉁이는 희미하게 들려 있다. 꼭대기에는 머리장식을 받쳐주던 받침돌만 남아있다.
돌을 짜놓은 수법이 소박하고 다듬은 솜씨가 서투르나, 고려시대 후기 당시의 석탑양식을 잘 간직하고 있어 양식연구에 좋은 자료가 되고 있다.

## 참고 문헌
- 동남리석탑 - 국가유산청 국가유산포털